# Ian Sirelius
Ian Sirelius (sinh ngày 28 tháng 10 năm 1987) là một cầu thủ bóng đá người Thụy Điển thi đấu cho IK Sirius.